# Camerlata
Camerlata (Camerlada in dialetto comasco, AFI: [kamerˈlaːda]) è un quartiere del comune di Como. Fu un comune autonomo dal 1817 al 1884.

## Origine del nome
Il nome della località è probabilmente da collegare all'espressione (in lingua lombarda) cà merlada, cioè "casa dotata di merli". Non è tuttavia chiaro se quest'espressione si riferisse a un edificio appartenente al sistema difensivo del Castel Baradello (come sostenuto da Cesare Cantù), a un'abitazione situata nei pressi della Basilica di San Carpoforo, oppure al nome proprio di un'osteria.

## Storia
Secondo Cesare Cantú il primo insediamento camerlatese risale ad un forte eretto durante le guerre tra Romani e Insubri. Vennero trovate le rovine e ricostruito da Liutprando, re longobardo al quale peraltro si deve un ampliamento della Basilica di San Carpoforo.
Nel XII secolo, Camerlata faceva parte di un territorio più ampio, detto Morsengiana.
Nel 1652 il territorio di Camerlata era già attestato tra i Corpi Santi di Como.
Camerlata costituì un comune autonomo dal 1817 fino al 1884,  anno dell'accorpamento alla città di Como.

## Monumenti e luoghi d'interesse

### Architetture religiose

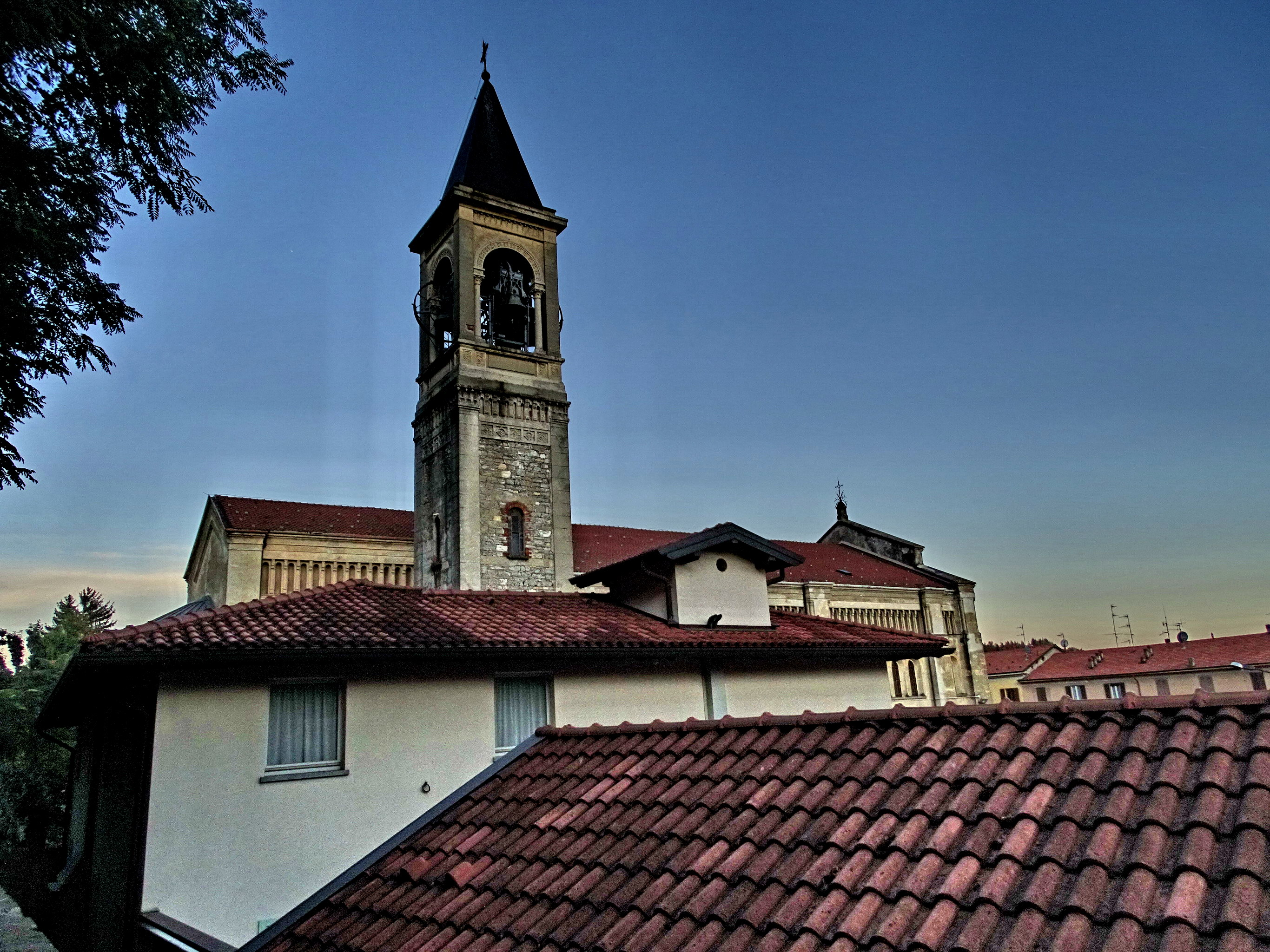
La nuova chiesa di Santa Brigida

La principale architettura religiosa di Camerlata è la Basilica di San Carpoforo, la più antica basilica della Diocesi di Como. Gli attigui edifici rurali e il vicino monastero - anch'esso intitolato a San Carpoforo - erano abitati da frati gerolimini che, già nel 1511, si occupavano della cura pastorale della parrocchia di Santa Brigida. Sede della parrocchia era la vecchia chiesa di Santa Brigida, attesta dalla seconda metà del Cinquecento e attualmente incorporata nel giardino dell'ex-Sanatorio G.B. Grassi. Con la soppressione del monastero, avvenuta nel 1772, il titolo di parrocchiale passò dalla vecchia chiesa di Santa Brigida alla basilica di San Carpoforo. Tra la fine del Settecento e il secolo successivo, la sede principale della parrocchia venne spostata alla vecchia chiesa di Santa Brigida, che mantenne tale funzione fino alla costruzione della nuova chiesa di Santa Brigida (1924-1927).. All'interno di quest'ultima riposano le spoglie dei santi Felice e Carpoforo.
Un edificio privato in località Genöcc ospita un antico portale d'ingresso in granito sormontato da lunetta a tutto sesto, risalente al XII secolo. Il portale faceva parte della vecchia chiesa romanica di San Martino in Silvis, abbandonata nel XVI secolo. Attestata nel 1197, nel secolo successivo la chiesa fu di San Martino fu officiata da frati domenicani. Nella stessa località, una croce in metallo ricorda il luogo ove, secondo la tradizione, sarebbe avvenuto il martirio dei santi Carpoforo, Esanzio, Cassio, Severino, Secondo e Licinio.

Nella zona meridionale del quartiere, non lontano dalla stazione ferroviaria di Como-Camerlata, si trova la chiesa di Sant'Antonio da Padova, all'interno della quale spicca un affresco di Mario Bogani.

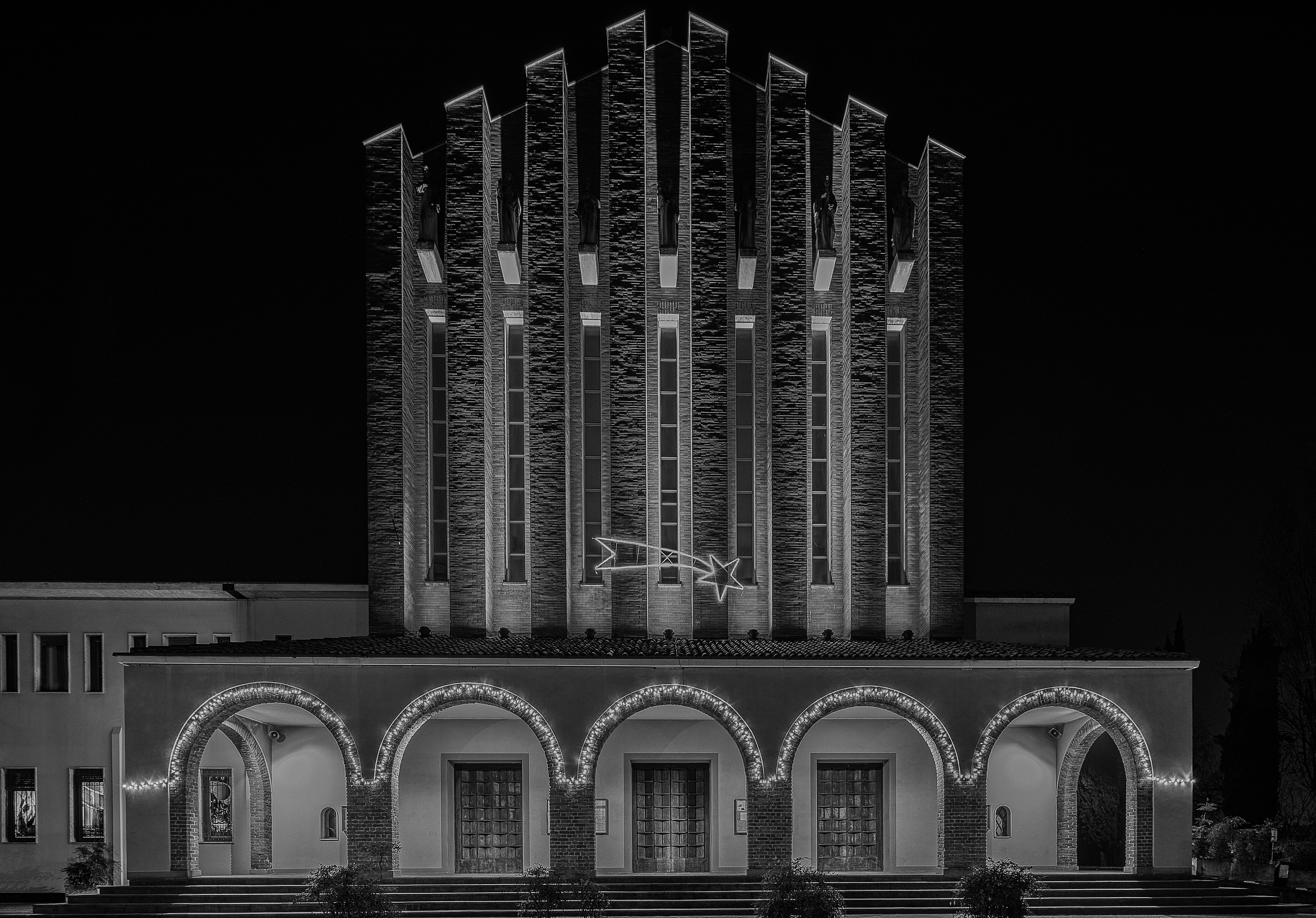
La chiesa di Sant'Antonio da Padova

### Architetture civili e militari

#### Castel Baradello
La principale architettura civile di Camerlata è il Castel Baradello, raggiungibile o da una mulattiera che parte da Piazzale Camerlata o da una serie di sentieri che si snodano a partire da Via degli Alpini.

#### Fontana di Camerlata
In Piazzale Camerlata, nodo viario al centro del quartiere, sorge una fontana monumentale, opera di Cesare Cattaneo e Mario Radice, intorno alla quale si snoda il traffico automobilistico e, un tempo, anche tranviario.

#### Cascine Respaù
Il versante sud-occidentale del Monte Respaù ospita la Cascina Respaù di Sotto e la Cascina Respaù di Sopra. Già servitù del Castel Baradello, entrambe le cascine rlsalgono all'epoca medievale, quando costituivano delle strutture fortificate. In particolare, la Cascina Respau di Sotto si presentava originariamente come una corte chiusa parzialmente fortificata. Quando poi il castello andò in rovina, le cascine vennero adibite ad uso agricolo, scopo che mantennero fino agli anni 1950. A testimonianza del passato agricolo rimangono, tra l'altro, un antico gelso e una fontana ripristinata nell'ambito di una riqualificazione di tutta l'area attorno alla Cascina Respaù di Sotto.
Proprietà del Comune di Como, la Cascina Respaù di Sotto venne dapprima utilizzata per finalità sociali (più precisamente, come centro di recupero per tossicodipendenti) e successivamente convertita in struttura turistica ricettiva e di ristorazione. La Cascina Respaù di Sopra ospita un ristoro del gruppo alpini di Como. 

#### Altre strutture civili
- Edificio con monumentale ingresso merlato, in Via San Carpoforo
- Villa dell'ex-Sanatorio G.B. Grassi, in Piazza Camerlata 4-5[8]

### Altro
- Una strada a ciottoli che da piazzale Camerlata sale verso il Baradello conduce al Parco della Rimembranza[23] (o delle Rimembranze[13][17][24]) della città di Como, risalente al 1934[13].

## Società

### Evoluzione demografica

#### Demografia pre-unitaria
- 1751: 108 abitanti[6]
- 1853: 1 671 abitanti[7]

#### Demografia post-unitaria
- 1861: 2 286 abitanti[2]
- 1871: 2 220 abitanti[2]
- 1981: 4 680 abitanti[25]
- 1991: 3 624 abitanti[25]
- 2001: 4 482 abitanti[25]
- 2008: 5 033 abitanti[25]

## Infrastrutture e trasporti
A Camerlata si trova la stazione di Como Camerlata, servita dalle linee ferroviarie Milano-Chiasso (RFI), Como-Lecco (RFI) e Saronno-Como (FN). Fino al 1966, la stazione era servita anche dalla ferrovia Varese-Como (Traversata).
Dal 13 giugno 2021 non è più attiva la stazione di Albate-Camerlata, che era servita dalle linee Milano-Chiasso e Como-Lecco e che è stata sostituita dalla stazione di Como Camerlata.
Nella prima metà del XX secolo Camerlata ospitò inoltre un capolinea della rete tranviaria di Como, oltre ai binari delle tranvie Como-Cantù-Asnago e Como-Appiano Gentile-Mozzate.
Il quartiere possiede una stazione meteorologica ufficiale facente parte della rete Centro Meteo Lombardo.